# Анжу-Сицилійський дім
Анжу-Сицилійський дім (фр. Maison d'Anjou-Sicile) або Анжуйська династія Капетингів —  гілка роду Капетингів, що правила в Сицилійському королівстві, а також в Угорському та Польському королівствах.

## Історія роду

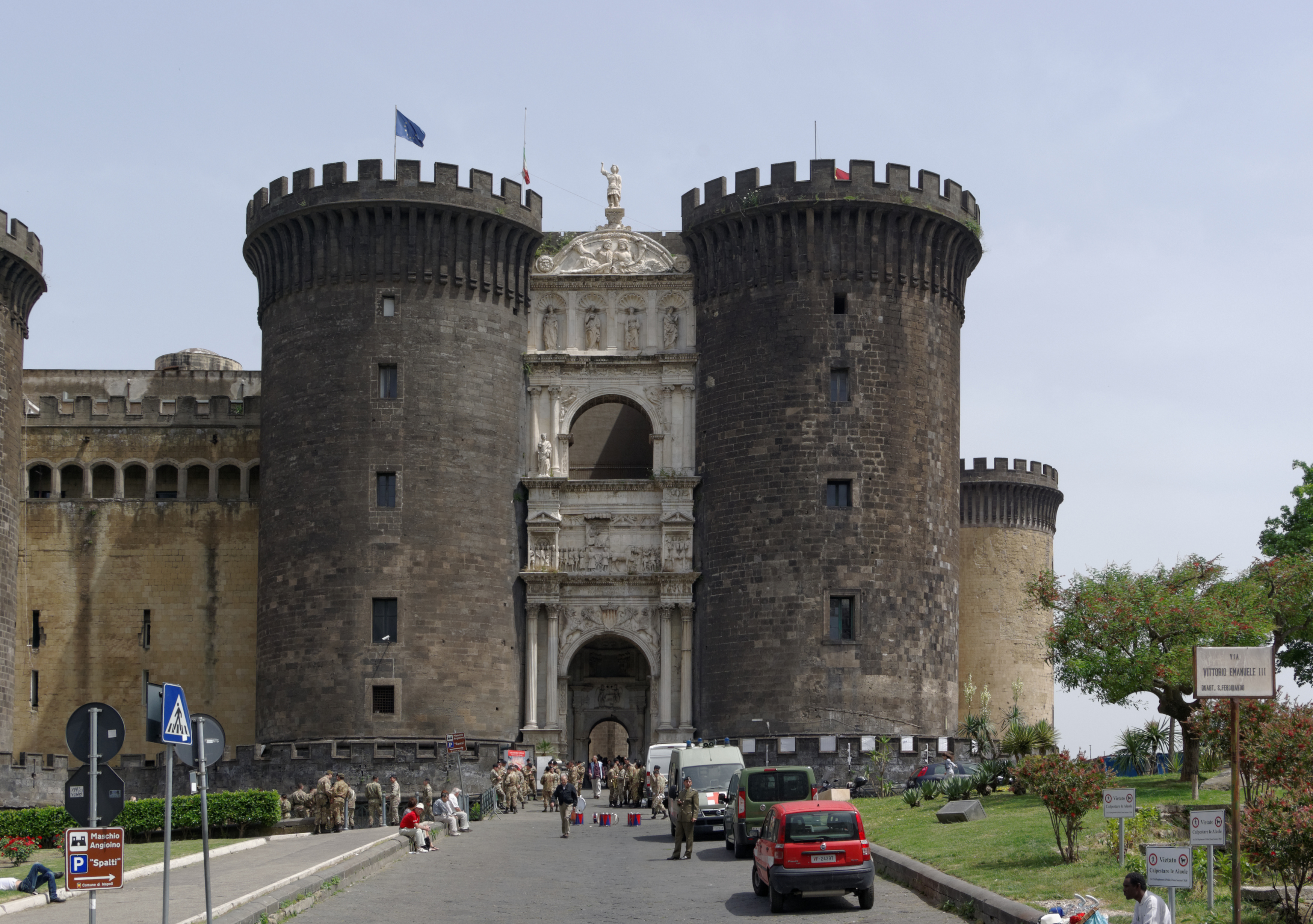
Кастель-Нуово — резиденція Карла I Анжуйского в Неаполі

Засновником династії став молодший син короля Франції Людовика VIII — Карл I Анжуйський (21 березня 1227 — 7 січня 1285). 28 червня 1265 року Папа Римський Климент IV офіційно проголосив Карла королем Сицилії. Король Сицилії в 1266—1282, Неаполя з 1266, граф Анжуйський і Менський а з 1246, граф Провансу і Форкальк'є з 1246, титулярний король Єрусалиму з 1277, король Албанії з 1272, князь Ахейський з 1278.
У травні 1267 року вигнаний останній імператор Латинської імперії Балдуїн II передав Карлу сюзеренітет над Ахейським князівством і сюзеренітет над більшістю островів Егейського моря. Договір був скріплений заручинами сина Балдуїна, Пилипа, і дочки Карла — Беатріс, причому у разі бездітності Філіпа всі права на імперію повинні були відійти до Карла. Одночасно Карл уклав договір з князем Ахейським Гильомом II де Віллардуен. Шукаючи союзників, Карл уклав також договір з королем Угорщини Белою IV, домовившись про шлюб дочки, Ізабелли, з угорським принцом Ласло, онуком Бели, і сестри Ласло, Марії з спадкоємцем Карла, майбутнім Карлом II. Завдяки цьому шлюбу Анжуйська династія пізніше отримала угорський трон.
Угорська гілка Анжу-Сицилійського дому розпочинається зі старшого сина Карла II, Карла Мартелля (1271—1295), титулярного короля Угорщини. Від шлюбу з Клеменцією, дочкою імператора Священної Римської імперії Рудольфа I Габсбурга, він залишив сина, Карла Роберта (1288—1342), а також двох доньок — Беатріс, видану за Жана II, дофіна В'єннського, і Клеменцію, що стала другою дружиною короля Франції Людовика X.
Карл Роберт, який успадкував від батька права на угорський трон, був змушений боротися з іншими претендентами на престол — спочатку з королем Вацлавом III Чеським, потім з герцогом Оттоном III Баварським. Але в підсумку він вийшов переможцем і в 1308 році став королем Угорщини.

## Анжуйська династія й Галицько-Волинське князівство
В 1350 році Людовик Угорський, син Карла I Роберта уклав договір зі своїм дядьком польським королем Казимиром I про перехід польських земель та земель Руського королівства під владу Людовика по гілці від дядька до небожа у випадку, якщо Казимир помре не залишивши нащадків чоловічої статі. Згідно з угодою Угорщина «відступала свої спадкові права» на Руське королівство Казимирові, а після його смерті (якщо у нього не буде синів) Польща разом з Галичиною, Холмською та Подільською землями і Кам'янцем перейде до Людвіка.
Після смерті 1370 року Казимира III Людовик І став титулярним Королем Руси. У 1372 він передав владу над Руським Королівством своєму наміснику князю шлезькому Володиславу II Опольчику (1372—1379, 1385—1387). Зі смертю Людовика І — Марія Угорська (1382-87) стала Королевою Русі (з титулом Королева Галичини і Володимирії) (1382—1387). У 1387 Руське королівство та право на трон перейшло її сестри польської королеви Ядвіги.
Після смерті Ядвіґи 1399 року угорсько-польська-українська гілка роду Анжу вгасла.